# Corimbo

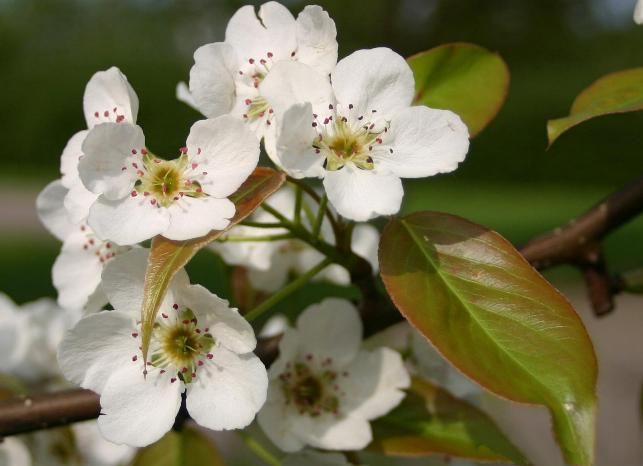
Corimbo del genere Pyrus (Pyrus ussuriensis Maxim.)

Schema del corimbo

Il corimbo è un'infiorescenza semplice racemosa nella quale i fiori, pur avendo differenti punti di inserzione, terminano tutti alla stessa altezza. Questo tipo di infiorescenza è comune in alcune specie della famiglia delle Rosaceae appartenenti ai generi Pyrus, Sorbus, Malus e Crataegus. Essa è inoltre rappresentativa di molti generi appartenenti alla famiglia delle Ericaceae come: Vaccinium e Rhododendron (azalee comprese).